# Yes we are/ココカラ
「Yes we are/ココカラ」（イエス ウィー アー/ここから）は、SMAPの52枚目のシングル。2014年4月9日にビクターエンタテインメントから発売された。

## 概要
通常盤、初回限定盤A、初回限定盤B、COREDO室町限定盤の4形態でのリリースとなる。初回限定盤Aには「Yes we are」のミュージック・ビデオを収録したDVD、初回限定盤Bには「ココカラ」のミュージックビデオを収録したDVDが同梱される。通常盤には初回盤未収録の楽曲「Silence」が収録される。COREDO室町限定盤には「ココカラ」のミュージックビデオを収録したDVDが付属され、ヒャダインがリミックスを手掛けた「ココカラ〜ヒャダインのリリリリ☆リミックス〜」が収録される。

## メディアでの使用
「Yes we are」はTBSのニュース番組『Nスタ』のテーマソングとして2013年4月から2014年3月まで使用。楽曲発表から1年経ってのリリースとなる。
「ココカラ」は東京・日本橋で進められている官・民・地元一体となった長期的なプロジェクト『日本橋再生計画』のプロジェクトソング。
通常盤にのみ収録されている「Silence」は、コンサートツアーでは披露されておらず、テレビなどで映像化されたこともなかった。

## チャート成績
2014年4月21日付「オリコン週間シングルランキング」では初動で13.9万枚を売り上げ1位を獲得し、今作で首位獲得数が19作連続・通算30作目となった。通算30作目のシングルチャート首位はB'z、浜崎あゆみ、嵐、KinKi Kids、Mr.Childrenに続き史上6組目となった。また、「デビューからの連続TOP10入り作品数」を52作に伸ばし、自身が持つ男女グループ・ソロを通じての歴代1位の記録数を再び更新することとなった。

## 収録曲

### CD

#### 通常盤・初回限定盤A
※は通常盤のみ収録。
1. Yes we are
作詞・作曲:さかいゆう, 編曲:森俊之
  - TBS系「Nスタ」テーマソング[4][5]
2. ココカラ
作詞・作曲:和田唱, 編曲:CHOKKAKU
  - 『日本橋再生計画』プロジェクトソング[6]
3. Silence※
作詞・作曲:前山田健一, 編曲:浅田将明
4. Yes we are (back track)
5. ココカラ (back track)
6. Silence (back track)※

#### 初回限定盤B
1. ココカラ
2. Yes we are
3. ココカラ (back track)
4. Yes we are (back track)

#### COREDO室町限定盤
1. ココカラ
2. Yes we are
3. ココカラ〜ヒャダインのリリリリ☆リミックス〜
  - 今作の2曲目のリミックスバージョン

### DVD

#### 初回限定盤A
1. Yes we are (Music Video)

#### 初回限定盤B・COREDO室町限定盤
1. ココカラ (Music Video)